# Tentazioni (album)
Tentazioni è un album della cantante Giovanna pubblicato dall'etichetta Kicco Music nel 1985.

## Tracce
1. Balla che sei bella (F. Bernardi, G. Nocetti)
2. Una furia nel cuore (G. Nocetti)
3. Giampaolo (G. Nocetti, Cetra)
4. Una rosa scarlatta (G. Nocetti)
5. Bandolero (G. Nocetti)
6. Dos cruces (N. Ferro)
7. Atomo (G. Nocetti)
8. Marzio (G. Nocetti)